# Костянтин Олексій (кронпринц Грецький)
Костянтин Олексій або Костянтин Олексіос грец. Κωνσταντίνος Αλέξιος της Ελλάδας, трансліт. Konstantínos Aléxios tis Elládas (нар. 29 жовтня 1998) — старший син і спадкоємець престолу спадкового короля Греції Павла II, титулярний принц Грецький і Данський, член неправлячої грецької королівської родини. Друга дитина (перший син) голови королівського дому Греції Павла II та кронпринцеси Греції Марі-Шанталь. Він є онуком Костянтина II і Анни-Марії Данської, що були останніми правлячими королем і королевою Греції.

## Життепис
Костянтин Олексій народився 29 жовтня 1998 року в Weill Cornell Medical Center у Нью-Йорку. У традиціях грецької королівської родини практикується іменування перших синів на честь їхніх дідів по батьківській лінії. Він є молодшим братом принцеси Марії-Олімпії та старшим братом принца Ахілеса-Андрія, принца Одісея-Кимона та принца Аристида-Ставра.
Костянтин Олексій був охрещений на грецькій православній церемонії в соборі Святої Софії в Лондоні 15 квітня 1999 року. Його хрещеними батьками є Ніколаос принц Грецький та Данський; князь Югославії Дмитро; Фредерік, принц Данії; Король Іспанії Філіп VI; Вільям, принц Уельський; Вікторія, кронпринцеса Швеції; принцеса Олександра фон Фюрстенберг; та Доріс Роббс. Троє його хрещених батьків є членами правлячих монархій, а один — правлячим королем.
У 2004 році його батьки переїхали до Лондона для навчання своїх дітей, і крон-принц навчався в коледжі Веллінгтона в графстві Беркшир. З 2017 року навчається в Джорджтаунському університеті у Вашингтоні.
У травні 2018 року Костянтин Олексій відвідує гала-вечерю, організовану з нагоди 50-річчя принца Данії Фредеріка.
Коли 10 січня 2023 року помер його дід король Греції Костянтин II, його батько став спадковим королем Греції та головою Грецького королівського дому. Відтоді Костянтин Олексій вважається діадохом (крон-принцем) згідно з положеннями Конституції Греції 1952 року, яка встановлює когнатичне первородство з перевагою чоловіків у порядку успадкування престолу.